# Roberto Rullo
Roberto Rullo (Lanciano, 5 febbraio 1990) è un cestista italiano, che gioca nel ruolo di guardia.

## Carriera
Alto 193 cm, pesa 95 kg. Proveniente dall'A.S. Lanciano Basket, ha poi giocato tre stagioni nella Virtus Siena esordendo a soli 15 anni in B1, 7 punti a Veroli. Finirà la stagione con 5 presenze. L'anno successivo si trasferisce a Treviso: oltre al duro lavoro nel settore giovanile (con il quale ha vinto lo scudetto 1989-90 realizzando 27 punti nella finale contro la Montepaschi Siena), ha avuto anche modo di assaggiare il parquet della Serie A.
L'esordio è avvenuto alla quinta giornata di andata contro Montegranaro, partita in cui è sceso in campo solamente per 1 minuto. Poche giornate dopo, nella partita vinta contro Avellino, ha giocato 11 minuti realizzando 5 punti e servendo 2 assist. Chiuderà la stagione con 7 presenze in campionato fregiandosi dell'esordio in eurolega e chiudendo con 6 presenze e tre punti all'attivo nel massimo campionato europeo.
L'anno successivo veste la casacca di Imola in A2, con la quale totalizza 29 presenze e 139 punti. Dopo una partenza altalenante si ritrova sul finire di stagione e, nonostante la giovanissima età (17), prende la squadra per mano e la porta alla matematica salvezza realizzando una bomba decisiva contro Montecatini a pochi spiccioli dalla fine della gara e firmando il suo high personale nella sfida decisiva contro Novara (17 punti).
Il 2008-09 torna alla Benetton sotto coach Mahmuti: totalizzerà 21 presenze e 19 punti con un massimo di sette punti nella vittoria contro Cantù. Partecipa all'Uleb cup totalizzando 5 presenze e nove punti; vince il suo secondo scudetto u19.
Nel 2009-10 va in prestito in legadue con la matricola Assigeco CasalPusterlengo nella quale centra la salvezza. Va in campo in tutte e 30 le partite disputate realizzando 8,3 punti a partita in 21,3 minuti di media. High stagionale 25 punti nel derby contro Vigevano con 7/9 da tre punti.
Durante l'estate viene messo sotto contratto dalla Banca Tercas Teramo che ne rileva il cartellino dalla Benetton Basket. Dopo pochi mesi Rullo lascia l'Abruzzo per raggiungere Veroli, città che l'ha visto esordire tra i professionisti a soli 15 anni. Gioca 5 partite e contribuisce, con 14 punti contro Rimini, a portare Veroli alla semifinale poi persa contro Venezia. Nell'anno successivo 2011-12 uscirà al primo turno dei play-off contro Pistoia, finendo il campionato come miglior tiratore da 3 punti dell'intero campionato col 48,8%. Inizia la nuova stagione 2012-2013 con la maglia dell'Upea Capo D'Orlando. Nonostante l'ottimo impatto a novembre viene tagliato e si ripresenta in campo a gennaio con la maglia di Pistoia, tornando all'ovile toscano che lo ha visto nascere e sotto la direzione di Paolo Moretti che già lo allenò a Siena quando era appena tredicenne. Con Pistoia perde la finale di coppa Italia (portando a casa il premio di miglior italiano della manifestazione) ma vince la finale che conta e contribuisce al ritorno della squadra toscana nel massimo campionato nazionale.
Nell'estate 2013 si trasferisce alla Pallacanestro Cantù. Con la compagine lombarda Rullo scende quasi sempre in campo, totalizzando 29 presenze e 74 punti. Da ricordare le due bombe pazzesche nel derby stravinto contro Milano . Ancor meglio va in Eurocup dove in 14 partite colleziona 79 punti col 48% dall'arco dei 3 punti (18/37).
Nell'estate 2014 passa alla Pall. Mantovana con la quale realizza 307 punti in 25 partite.
Nella stagione 2015-16 è nelle file della Viola Reggio Calabria, con cui firma un contratto biennale.
Il 29 giugno 2016 esce dal contratto per approdare al Latina Basket.
Il 31 luglio 2017, una volta terminato il contratto con Latina, viene ingaggiato dalla neonata squadra sarda Cagliari Dinamo Academy in A2. Il 17 luglio 2019 fa ritorno dopo sei anni in Serie A, firmando per la Virtus Roma.

## Palmarès
- Coppa Italia: 1

Pall. Treviso: 2007
- Campionato di Legadue: 1

Pistoia Basket 2000: 2012-13

## Statistiche

### Cronologia presenze e punti in nazionale
| Cronologia completa delle presenze e dei punti in Nazionale - Italia | Cronologia completa delle presenze e dei punti in Nazionale - Italia | Cronologia completa delle presenze e dei punti in Nazionale - Italia | Cronologia completa delle presenze e dei punti in Nazionale - Italia | Cronologia completa delle presenze e dei punti in Nazionale - Italia | Cronologia completa delle presenze e dei punti in Nazionale - Italia | Cronologia completa delle presenze e dei punti in Nazionale - Italia | Cronologia completa delle presenze e dei punti in Nazionale - Italia |
| Data                                                                 | Città                                                                | In casa                                                              | Risultato                                                            | Ospiti                                                               | Competizione                                                         | Punti                                                                | Note                                                                 |
| -------------------------------------------------------------------- | -------------------------------------------------------------------- | -------------------------------------------------------------------- | -------------------------------------------------------------------- | -------------------------------------------------------------------- | -------------------------------------------------------------------- | -------------------------------------------------------------------- | -------------------------------------------------------------------- |
| 26/05/2008                                                           | Alba Adriatica                                                       | Italia                                                               | 77 - 56                                                              | Iran                                                                 | Amichevole                                                           | 4                                                                    |                                                                      |
| 27/05/2008                                                           | Campli                                                               | Italia                                                               | 84 - 67                                                              | Iran                                                                 | Amichevole                                                           | 9                                                                    |                                                                      |
| 29/05/2008                                                           | Roseto degli Abruzzi                                                 | Italia                                                               | 93 - 65                                                              | Algeria                                                              | Torneo amichevole                                                    | 8                                                                    |                                                                      |
| 30/05/2008                                                           | Roseto degli Abruzzi                                                 | Italia                                                               | 67 - 63                                                              | Croazia                                                              | Torneo amichevole                                                    | 8                                                                    |                                                                      |
| 31/05/2008                                                           | Roseto degli Abruzzi                                                 | Italia                                                               | 79 - 86                                                              | Iran                                                                 | Torneo amichevole                                                    | 9                                                                    |                                                                      |
| 03/06/2008                                                           | Treviglio                                                            | Italia                                                               | 65 - 69                                                              | Rep. Ceca                                                            | Amichevole                                                           | 7                                                                    |                                                                      |
| 04/06/2008                                                           | Bassano del Grappa                                                   | Italia                                                               | 90 - 98                                                              | Rep. Ceca                                                            | Amichevole                                                           | 4                                                                    |                                                                      |
| 07/06/2008                                                           | Verona                                                               | Italia                                                               | 73 - 59                                                              | Selezione U22 LNP                                                    | Torneo amichevole                                                    | 3                                                                    |                                                                      |
| 08/06/2008                                                           | Verona                                                               | Italia                                                               | 88 - 69                                                              | Rep. Ceca                                                            | Torneo amichevole                                                    | 16                                                                   |                                                                      |
| 10/06/2008                                                           | Montebelluna                                                         | Italia                                                               | 90 - 73                                                              | Ucraina                                                              | Torneo amichevole                                                    | 4                                                                    |                                                                      |
| Totale                                                               |                                                                      | Presenze                                                             | 10                                                                   |                                                                      | Punti                                                                | 72                                                                   |                                                                      |